# Neckera intermedia
Neckera intermedia là một loài Rêu trong họ Neckeraceae. Loài này được Brid. miêu tả khoa học đầu tiên năm 1812.